# 6B busz (Balassagyarmat)
A balassagyarmati 6B jelzésű autóbusz hétköznapokon az Autóbusz-állomás és a Mahle Kft. között közlekedik. A járatot a MÁV Személyszállítási Zrt. üzemelteti.

## Útvonala
| Mahle Kft. felé | Autóbusz-állomás felé |
| --- | --- |
| Autóbusz-állomás – Mikszáth út – Rákóczi fejedelem út – Civitas Fortissima tér – Rákóczi fejedelem út – Kóvári út – Ipari park – Algőver Mihály utca – Határőr út – Horváth Endre utca – Fáy András utca – Szügyi út – Volán telep – Mahle Kft. | Mahle Kft. – Volán telep – Szügyi út – Fáy András utca – Horváth Endre utca – Határőr út – Algőver Mihály utca – Ipari park – Kóvári út – Rákóczi fejedelem út – Civitas Fortissima tér – Rákóczi fejedelem út – Mikszáth út – Autóbusz-állomás |

## Megállóhelyei
| 6B (Autóbusz-állomás-Mahle Kft.) |                             |          |                                     | |
| Perc (↓)                         | Megállóhely                 | Perc (↑) | Átszállási kapcsolatok              | Létesítmények |
| 0                                | Autóbusz-állomás végállomás | 14       | 1B, 2, 4A, 5A, 6A, 6C, 8, 8A        | Balassagyarmat autóbusz-állomás, Tesco áruház |
| 1                                | Hunyadi utca                | 13       | 1, 2, 4, 5, 5A, 6, 6A, 6C, 7, 7A, 8 | Mikszáth Kálmán Művelődési Központ, Salgótarjáni Szakképzési Centrum Szent-Györgyi Albert Gimnáziuma, Szakgimnáziuma és Szakközépiskolája, piac, SPAR áruház, OTP Bank |
| 3                                | Civitas Fortissima tér      | 11       | 1, 3B, 4, 5, 5A, 6, 6A, 6C, 7, 8    | Városháza, Vármegyeháza, Jánossy Képtár |
| 4                                | Malom                       | 10       | 5, 5A, 6, 6C, 7, 8                  | |
| 5                                | Strand                      | 9        | 4, 4A, 5A, 6                        | Nagyligeti Sporttelep, Közép-Duna-völgyi Vízügyi Igazgatóság, Balassagyarmati Strandfürdő                                                                              |
| 6                                | Fémipari Vállalat           | 8        | 4, 4A, 6                            | |
| 7                                | Kábelgyár                   | 7        | 3A, 4, 4A, 5A, 6                    | Prysmian Kábelgyár, Delta-Tech Mérnöki Iroda |
| 8                                | Algőver Mihály utca         | 6        | 6                                   | |
| 9                                | Határőr utca                | 5        | 6A                                  | |
| 10                               | Ruhagyár                    | 4        | 3, 5, 5A, 6, 6A, 6C, 7, 8           | An-Ro Ruha Kft. |
| 11                               | Erdőgazdaság                | 3        | 3, 5, 5A, 6, 6C, 7, 8               | |
| 12                               | Nyomda                      | 2        | 6B                                  | |
| 13                               | Volán-telep                 | 1        | 6, 6A, 8, 8A, 8B                    | Autóbusz-garázs |
| 14                               | Mahle Kft. végállomás       | 0        | 6, 8A                               | MAHLE Compressors Hungary Kft., PARAT Technology Hungary Kft. |